# Shanklin

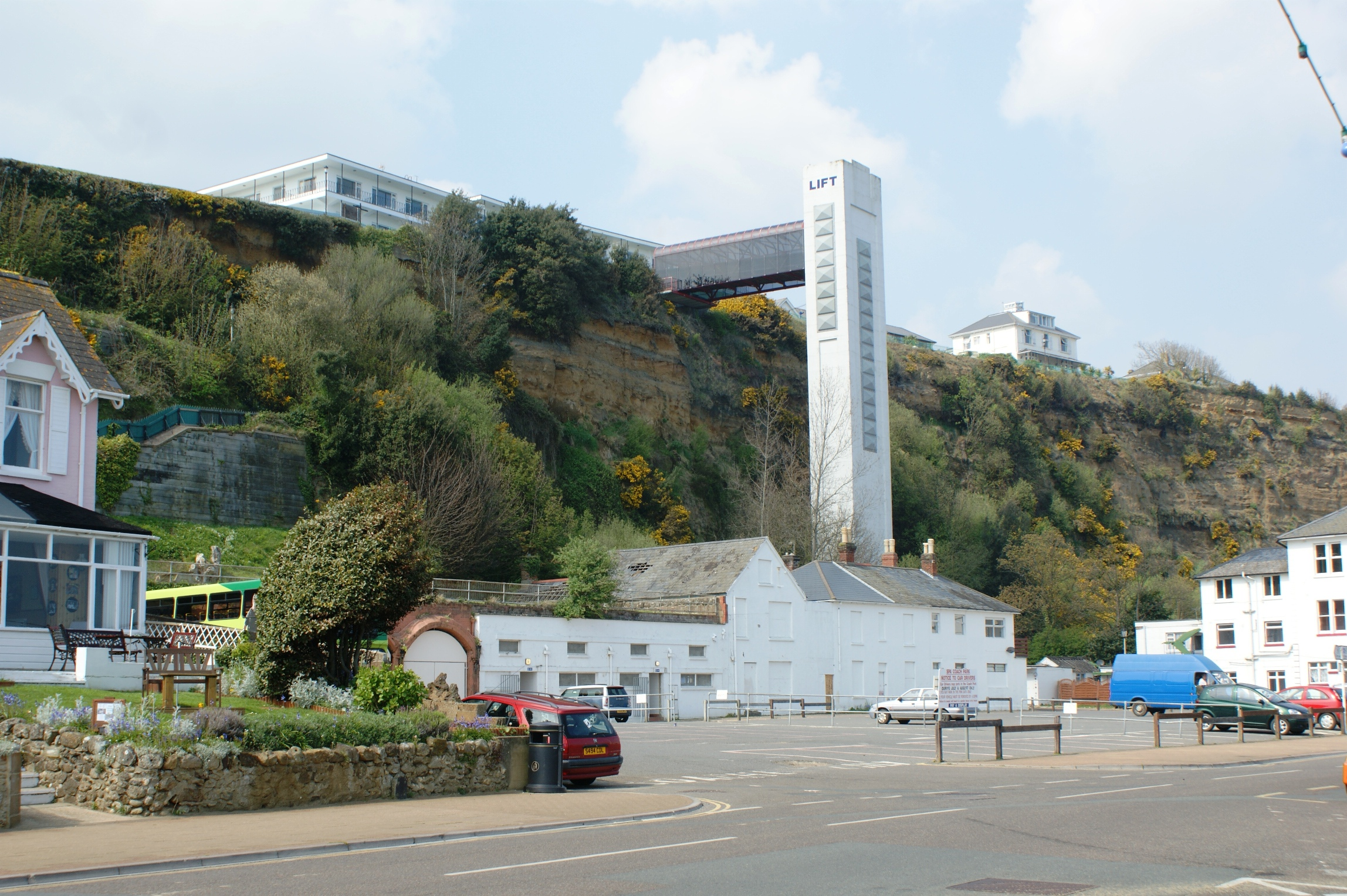
Klippenlift von Shanklin

Shanklin ist ein Seebad und Civil parish an der Ostküste der südenglischen Isle of Wight.

## Geographie
Der Küstenort liegt an der Sandown Bay in der Nähe des schluchtartigen Tals Shanklin Chine sowie der SSSI America Wood. Im Norden geht der Ort direkt in den Nachbarort Lake über.
Shanklin hat zwei Strände:
In Richtung Norden dehnt sich die Small Hope Beach aus, auf der es viele Umkleidekabinen gibt. In Richtung Süden dehnt sich die Hope Beach aus, die von einer Promenade mit einer Spielhalle, einem Minigolf- sowie einem Kinderspielplatz begrenzt wird. Weiterhin gibt es einen Klippenlift vom Strand hinauf zu einer Klippe. Der frühere Pier von Shanklin wurde während des Westeuropa-Orkans 1987 zerstört.
Der Shanklin Chine kann gegen Gebühr besichtigt werden. Dort sind noch Teile der Pipeline der Operation PLUTO erhalten. Sie diente der Versorgung der Alliierten mit Benzin während der Operation Neptune.

## Geschichte
Im Juli und August des Jahres 1819 übernachtete John Keats in Shanklin, wo er sein Buch Lamia fertigstellte und das Drama Otho the Great begann. Im Juli 1868 wohnte Henry Wadsworth Longfellow während seiner letzten Europareise in Shanklin. Die Kunstfotografin Emma Barton wohnte von 1932 bis zu ihrem Tode 1938 im Vernon Cottage in Shanklin.

## Verkehr
Nachdem in den 60er Jahren des 19. Jahrhunderts die Strecke nach Ventnor stillgelegt wurde, ist der Bahnhof von Shanklin der südliche Endpunkt der Island Line aus Ryde. Von dort verläuft auch die A 3055 über die Orte Brading, Sandown und Lake nach Shanklin weiter in Richtung Ventnor. In Richtung Osten zweigt die A 3020 in Richtung Inselhauptort Newport über die Dörfer Godshill und Rookley ab.

## Kirchen
In Shanklin gibt es drei anglikanische Kirchen:
- die St. Paul’s Church, die in einem Gedicht von Gerard Manley Hopkins thematisiert wird
- die St. Blasius Church (besser unter dem Namen Shanklin Old Church bekannt)
- die Church of St. Saviour-on-the-Cliff

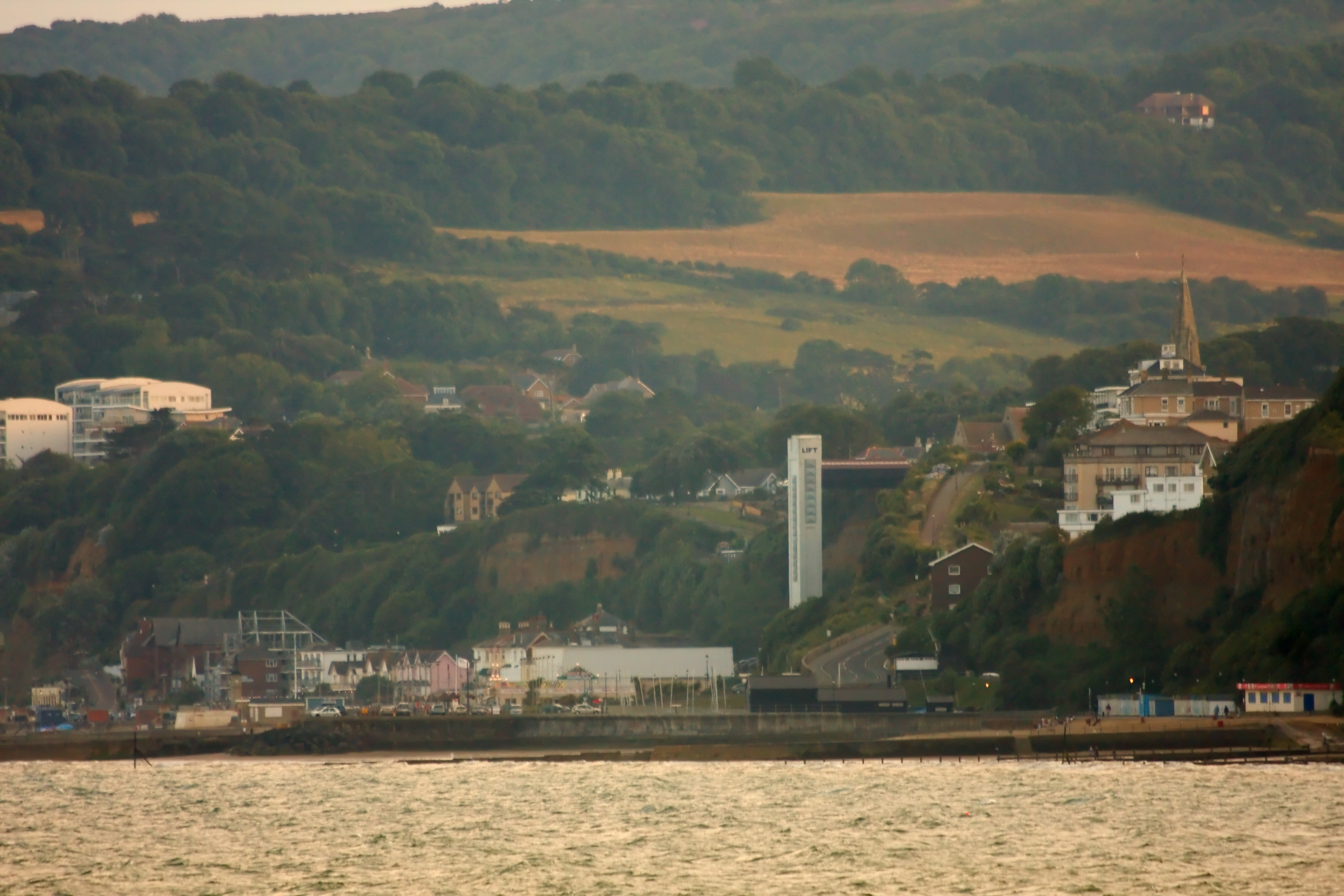
Blick auf Shanklin

## Persönlichkeiten
- Jess Martin (* 1992), Langstreckenläuferin